# Salamat Dschumalijew
Salamat Dschekschenowitsch Dschumalijew (kirgisisch Саламат Жекшенович Жумалиев, * 26. Dezember 1989) ist ein kirgisischer Biathlet.
Salamat Dschumalijew nimmt seit 2006 sporadisch vor allem an internationalen Junioren-Wettbewerben teil. Erste Rennen bestritt er im Rahmen des Junioren-Biathlon-Europacups in Obertilliach. Bei den Junioren-Wettbewerben der Sommerbiathlon-Weltmeisterschaften 2007 in Otepää wurde der Kirgise 48. im Crosslauf-Sprint und 40. im Sprint auf Skirollern. Ein geplanter Start bei den Junioren-Biathlon-Europameisterschaften 2009 in Ufa kam trotz Meldung nicht zustande.
Bei den Männern im Leistungsbereich startete Dschumalijew erstmals im Rahmen der Asiatischen Winterspiele in Changchun, wo er im Sprint auf den 18. Platz lief.